# 球花水柏枝
球花水柏枝（学名：Myricaria laxa）为柽柳科水柏枝属下的一个种。

## 扩展阅读
- 維基物種上的相關：球花水柏枝